# 4082 Swann
4082 Swann este un asteroid din centura principală, descoperit pe 27 septembrie 1984 de Carolyn Shoemaker.